# Babugarh
Babugarh é uma cidade e uma nagar panchayat no distrito de Ghaziabad, no estado indiano de Uttar Pradesh.

## Geografia
Babugarh está localizada a 28° 43′ N, 77° 51′ L. Tem uma altitude média de 200 metros (656 pés).

## Demografia
Segundo o censo de 2001, Babugarh tinha uma população de 5938 habitantes. Os indivíduos do sexo masculino constituem 53% da população e os do sexo feminino 47%. Babugarh tem uma taxa de literacia de 64%, superior à média nacional de 59.5%; com 61% para o sexo masculino e 39% para o sexo feminino. 15% da população está abaixo dos 6 anos de idade.